# Aktieanalytiker
En aktieanalytiker (equity analyst) följer företags utveckling och lönsamhet. En vanlig arbetsplats för en analytiker är hos en fondkommissionär eller investmentbank.